# Online-Pressemitteilung
Eine Online-Pressemitteilung ist eine Pressemitteilung die per Internet (also „online“) zur Verfügung gestellt wird. Sie unterscheidet sich von der klassischen Pressemitteilung in der Zielgruppe und infolgedessen in Aufbau und Gestaltung der Inhalte.

## Begriff
Vom Begriff her ist eine Pressemitteilung eine Botschaft an die Vertreter der Presse. Eine Online-Pressemitteilung wird im Internet veröffentlicht, hat einen größeren Themenbereich und soll neben Journalisten auch andere Zielpersonen wie Kunden als Informationsquelle dienen. Daher kann der Begriff „Online-Pressemitteilung“ als unpassend empfunden werden. Tom Kelleher schlägt für den englischen Sprachraum statt Press Release (englisch „Pressemitteilung“) den allgemeineren Begriff News Release vor, der keine Einschränkung der Leserschaft suggeriert.

## Verbreitung
Während die klassische Pressemitteilung per Presseverteiler an Journalisten verteilt wird, werden Online-Pressemitteilungen auf Web-Sites, Presseportalen und per Social Media öffentlich zugänglich im Internet verbreitet.

## Reichweite und Zielgruppe
Da Online-Pressemitteilungen öffentlich zugänglich sind, erstreckt sich die Zielgruppe von Journalisten über Blogger hin zu potentiellen und bestehenden Kunden.

## Anforderungen an Inhalt und Gestaltung
Klassische Pressemitteilungen sollen die Aufmerksamkeit von Journalisten erlangen. Diese erstellen anhand der ihnen zur Verfügung gestellten Informationen für die Leser gerechte Artikel. Somit ist eine klassische Pressemitteilung als Informationsquelle an Journalisten gerichtet und entsprechend gestaltet.
Online-Pressemitteilungen hingegen werden direkt von allen Interessierten gelesen, ohne dass diese von Journalisten aufbereitet werden. Zudem wird ein Teil der Leser per Suchmaschine auf die Pressemitteilung aufmerksam.
Daher sollten Online-Pressemitteilungen sowohl interessant für Leser und zum Lesen an Bildschirmen gestaltet als auch für die Aufnahme in Suchmaschinen optimiert sein. Beispielsweise neigen Menschen online zum Schnelllesen. Auch sind Schlüsselwörter („keywords“) für die Indizierung durch Suchmaschinen und als Begriff potenzieller Leser relevant. Letztlich können in Online-Pressemitteilungen auch Deeplinks direkt auf Produktinformationen und somit zum Verkauf integriert werden.